# Montenegro Airlines
Montenegro Airlines d.o.o. (використовувала торговельну марку Montenegro Airlines) — колишня національна флагманська авіакомпанія Чорногорії з головним офісом у місті Подгориця. Montenegro Airlines виконувала регулярні рейси до міст Європи, у літні період забезпечувала чартерні перевезення. Головний хаб — аеропорт Подгориця, інша база компанії — Тіват. Всі рейси Montenegro Airlines були міжнародними, адже два наявних у країні аеропорти розташовані на відстані 80 км один від одного.
Була ліквідована 26 грудня 2020 року через банкрутство.
У лютому 2021 року уряд Чорногорії створив нового флагманського перевізника — Air Montenegro.

## Історія

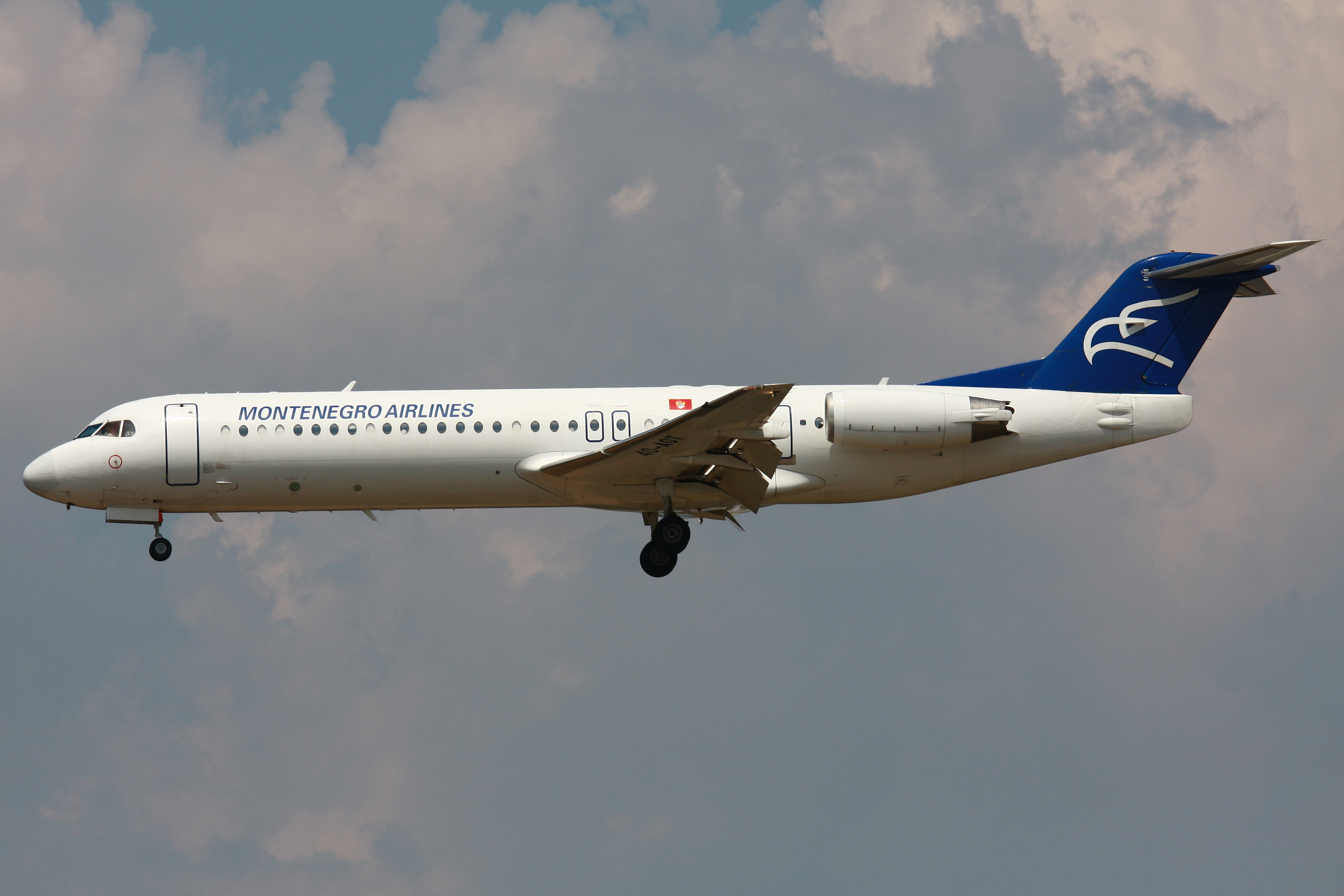
Montenegro Airlines Fokker 100

Авіакомпанія була заснована 24 жовтня 1994 урядом Югославії. Перший літак, Fokker 28 Mk4000 (прізвисько «Lovćen»), був придбаний через два роки у 1996. Перший комерційний політ відбувся 7 травня 1997 року в 10:30 за місцевим часом між Подгорицею та Барі, Італія.
У квітні 2000, Montenegro Airlines стала членом IATA. У червні 2000 перший з п'яти нових Fokker 100 був прийняти у Подгориці. Авіакомпанія приєдналась до Amadeus CRS 5 березня 2003 року. 2 червня 2004 року Montenegro Airlines перевезла мільйонного пасажира.
17 квітня 2009 El Al та Montenegro Airlines підтвердили, що El Al зацікавлена у придбанні 30 % акцій компанії, проте угода не відбулась.

## Код-шерінг
Montenegro Airlines мала Код-шерінгові договори з такими компаніями:
- Adria Airways
- Air France
- Alitalia
- Austrian Airlines
- Etihad Airways[4]
- S7 Airlines

## Флот
Флот Montenegro Airlines на момент припинення існування складавться з таких літаків: